# Cephalodella sterea
Cephalodella sterea är en hjuldjursart som först beskrevs av Gosse 1887.  Cephalodella sterea ingår i släktet Cephalodella och familjen Notommatidae. Arten är reproducerande i Sverige. Inga underarter finns listade i Catalogue of Life.